# ジュラシック・ワールド/新たなる支配者
『ジュラシック・ワールド/新たなる支配者』（ジュラシック・ワールド/あらたなるしはいしゃ、原題: Jurassic World: Dominion）は、2022年のアメリカ合衆国のSFアドベンチャー映画。監督はコリン・トレヴォロウ、脚本はエミリー・カーマイケルが務める。『ジュラシック・ワールド/炎の王国』（2018年）の続編で、「ジュラシック・パーク」フランチャイズの第6作目であり、「ジュラシック・ワールド」三部作の第3作目であり、完結編である。
ユニバーサル・ピクチャーズによる配給で、アメリカでは2021年6月11日に公開予定だったが、後に1年後の2022年6月10日に延期された。日本では2022年7月29日公開。
アラン・グラント役のサム・ニールとエリー・サトラー役のローラ・ダーンが21年ぶりにシリーズ作品に出演した。

## ストーリー
イスラ・ヌブラル島からアメリカ本土に連れてこられた恐竜たちが、メイジー・ロックウッドの手で人間の世界に解き放たれてから、4年の月日が流れた。恐竜たちは繁殖して世界中に生息地を広げ、今や地球は、現旧の地上の支配者である「人間」と「恐竜」が混在する新たな世界「ジュラシック・ワールド」と化していた。恐竜たちによる人間社会への被害が問題になる中、恐竜を欲望のために利用する人間達もいた。そんな中、かつて恐竜のテーマパーク「ジュラシック・パーク」を建造したインジェン社のライバル企業であったバイオシン社が、CEOのルイス・ドジスンの指揮の下、イタリアのドロミーティ山脈に恐竜の保護施設「バイオシン・サンクチュアリ」を設立した。
オーウェンとクレアは、恐竜の保護活動をしながら、シエラネバダの麓でメイジーと共に暮らしていた。二人はメイジーを実の娘のように思い育ててきたが、特異な存在である彼女の身の安全を考え、メイジーの行動範囲を厳しく制限していた。13歳になり思春期に入ったメイジーは、そういった行動制限を疎ましく思っており、今の生活を窮屈に感じて自由を求めていた。すぐ近くの森には、オーウェンがかつてジュラシック・ワールドで調教したヴェロキラプトルのブルーと、ブルーの子供のベータが住んでいた。
ある日、オーウェン達に反発して外出したメイジーが、ベータ共々、密猟者のレイン・デラコートに攫われてしまう。2人は密猟者を追跡し、恐竜の闇取引が行われている地中海のマルタ島を訪れる。そこでオーウェン達は、かつてジュラシック・ワールドで共にラプトルを調教した同僚であり、今はCIAとなっていたバリーの手引きで、闇市場に施入する。そこで、メイジーとベータが闇市場を牛耳るソヨナ・サントスの手からバイオシン社に引き渡され、バイオシン・サンクチュアリに移送されたことを突き止めるが、サントスが放ったアトロキラプトルに追われることになる。街中でアトロキラプトルと激しいチェイスを繰り広げ、クレアは闇市場で知り合ったパイロットのケイラに助けられ、オーウェンは危機一髪のところでアトロキラプトルを振り切り、二人はケイラの操縦する飛行機でバイオシン・サンクチュアリに向かう。
同じ頃、アメリカの中西部では、大量発生した巨大なイナゴに農家の穀物畑が食い荒らされる被害が多発していた。その調査のため現場の農場を訪れた古植物学者エリー・サトラー博士は、バイオシン社が開発した穀物の種を使用したという近隣の農場が巨大イナゴの被害を全く受けていないことに気付き、疑念を抱く。このまま巨大イナゴの被害が拡大すれば世界の食料供給が重大な危機に晒されると考えたエリーは、捕獲した巨大イナゴを持って、顔馴染みの古生物学者のアラン・グラント博士に協力を要請する。アランはイナゴを詳しく調べ、白亜紀の生物の特徴があることに気付き、バイオシン社がイナゴに白亜紀の生物のDNAを組み込んで改良しているのではないかという仮説を立てる。二人はそれを確かめるため、かつて共にジュラシック・パーク事件の当事者であった数学者で、今はバイオシン社に雇われているイアン・マルコム博士のつてでバイオシン・サンクチュアリに向かう。
それぞれの目的で、バイオシン・サンクチュアリに向かうオーウェン一行とアラン一行。その先では、バイオシン社が企む陰謀と、史上最大の肉食恐竜ギガノトサウルスの脅威が待ち受けていた。

## 登場人物

### 主要人物
オーウェン・グレイディ
演 - クリス・プラット
主人公。ジュラシック・ワールドの元恐竜監視員。現在はシエラネバダの麓でクレアやメイジーと暮らしている。
近辺に出没した恐竜の保護を行う傍ら、メイジーの養育に苦労している。
クレア・ディアリング
演 - ブライス・ダラス・ハワード
ジュラシック・ワールドの元管理責任者。恐竜保護グループ「Dinosaur Protection Group（略称：DPG）」のリーダー。
メイジーの養育とともにDPGの活動も続けるが、絶えない密猟・密売を撲滅しようと無茶をしでかすことが多くなり、ジアやフランクリンからは難色を示されている。
メイジー・ロックウッド
演 - イザベラ・サーモン
シャーロット・ロックウッドの娘であり、恐竜たちを人間の世界へと開放した張本人。
前作ではシャーロットのクローンだと言われていたが、子供が欲しかったシャーロットが無性生殖技術を使って、シャーロット自身が生んだ娘だという事が判明した。
無性生殖なので父親は存在しない。
13歳の思春期に入り、自身のアイデンティティへの悩みから、彼女の安全を考え遠出をしないよう釘を刺すオーウェンやクレアとの喧嘩が絶えなかった。バイオシン社の依頼を受けたデラコート達によってベータ共々攫われる。
アラン・グラント
演 - サム・ニール
古生物学者。かつてのイスラ・ヌブラル島事件の当事者の一人で、後にカービー一家に巻き込まれてイスラ・ソルナ島でもサバイバルを経験した。
現在はモンタナ州からユタ州に調査の拠点を変えていたが、エリーに誘われバイオシン社の陰謀を探る旅に出る。
エリー・サトラー
演 - ローラ・ダーン
古植物学者。かつてのイスラ・ヌブラル島事件の当事者の一人。
3作目では外交官のマーク・デグラーと結婚し2児を授かっていたが、現在は離婚し子ども達も巣立ったため、再び学者として復帰した。
全米で問題となっている巨大イナゴが、バイオシン社によって引き起こされたバイオハザードであることに勘付き、アランと共に調査に乗り出す。
イアン・マルコム
演 - ジェフ・ゴールドブラム
数学者で、カオス理論の専門家。かつてのイスラ・ヌブラル島事件の当事者の一人で、サンディエゴ事件の当事者でもある。
現在はバイオシン社に雇われつつ、ドジスンの陰謀を探っており、エリー達に協力する。
ケイラ・ワッツ
演 - ディワンダ・ワイズ
密輸業の下請けに加担する元空軍パイロットで、年代物の愛機C-119を操る。登場時点では依頼内容を気にも留めていなかったが、さらわれたメイジーと偶然目が合ったことで心境に変化が生まれ、闇市場で知り合ったオーウェンとクレアに協力するようになる。初期設定ではジアと同様に元海軍のDPGの新しい獣医という設定だった。

### バイオシン社
ルイス・ドジスン
演 - キャンベル・スコット
インジェン社のライバル企業「バイオシン社」のCEO。遺伝学者。
表向きは慈善家として、ドロミーティに設立した本部「バイオシン・サンクチュアリ」にて、世界各地から集められた恐竜達を保護している。しかし、その裏ではサントスをはじめとする密売人と内通し、恐竜の横流しを行っている。
絶滅種のDNAを組み込んだイナゴを用いたバイオハザードを引き起こして、世界の食糧事情を一変させようと目論む。
『ジュラシック・パーク』ではキャメロン・ソアが演じており、インジェン社が開発した恐竜の胚を盗み出そうと画策し、ジュラシック・パークのプログラマーだったネドリーと結託。ネドリーに、シェービングクリームのスプレー缶に偽装した胚の保護装置を手渡していた。
ラムジー・コール
演 - ママドゥ・アティエ
バイオシン社の広報部長。
ドジスンの企みをマルコムに教えてアラン達を呼び寄せ、終盤以降アラン達に協力する。
ヘンリー・ウー
演 - B・D・ウォン
かつてジュラシック・パークとジュラシック・ワールドの研究チームのリーダーを務めていた遺伝学者。
現在はバイオシン社に雇われており、ドジスンの計画するバイオハザードに与するが、良心の呵責に耐え兼ねて贖罪の術を探す。終盤では罪滅ぼしをする為にアラン達に協力を決意した。

### 恐竜密売市場
ソヨナ・サントス
演 - ディーチェン・ラックマン
マルタ島を拠点に恐竜密売の闇市場を牛耳る女。
バイオシン社と内通しており、ドジスンからの依頼でデラコート達にメイジーとベータを攫わせ、報酬としてアトロキラプトル4頭を受け取る。
レイン・デラコート
演 - スコット・ヘイズ
サントスの部下で、現在指名手配中の密猟者。彼女からの指示で、ベータとメイジーを攫った。
初期設定ではゼイン・マキシンという名前であった。

### CIA
フランクリン・ウェブ
演 - ジャスティス・スミス
5作目に登場したDPGのITエンジニア。
無茶を繰り返すようになったクレアに耐え兼ね、かねてより勧誘されていたCIAの野生生物管理部門に転職した。だがメイジーとベータが攫われた際は、デラコートの素性やマルタ島での取引等の情報を提供し、オーウェン達をサポートした。
ジア・ロドリゲス
演 - ダニエラ・ピネダ
5作目に登場したDPGの獣医師。
フランクリンと同じく、無茶を繰り返すようになったクレアには難色を示している。
バリー・センベーヌ
演 - オマール・シー
オーウェンの友人。4作目では、オーウェンと共にヴェロキラプトルの訓練を担当していた。
現在はかつてのパーク職員達と共にCIAの捜査官となり、マルタ島でサントスをはじめとする恐竜の密売人を追っている。
ワイアット・ハントリー
演 - クリストファー・ポラーハ
バリーの部下。恐竜密売市場に潜入し、デラコートの右腕として働く。
ジェレミー・バーニエ
演 - ケイレブ・ヒアロン
アナリスト。

### その他
シャーロット・ロックウッド
演 - イザベラ・サーモン（少女期）、エルヴァ・トリル（壮年期）
ベンジャミン・ロックウッドの娘で、メイジーの母親。故人。
生前は遺伝学者で、エリーやヘンリーも一目置いていた秀才だった。
シャーロットが罹った遺伝性の病がメイジーにも発症しないようにメイジーのDNAを改変したが、今作ではその事が理由でメイジーは攫われる事になる。
ゲンマ・ジャオ
演 - ジャスミン・チウ
アナウンサー。
アリシア・ペレス
演 - テレサ・チェンドン・ガルシア
農婦。
シーラ
演 - ヴァラダ・セィスー
DFWの職員。
タイラー
演 - ベン・アシェンデン
ジェフリー
演 - ジョエル・エルフェリンク
この他にも、ディミトリ・シバイオスがマルタ島の傭兵役で出演している。

## キャスト
| 役名                   | 俳優                         | 日本語吹き替え | 日本語吹き替え                        |
| 役名                   | 俳優                         | 劇場公開版 | ザ・シネマ版                          |
| ---------------------- | ---------------------------- | --- | ------------------------------------- |
| オーウェン             | クリス・プラット             | 玉木宏 | 山寺宏一                              |
| クレア                 | ブライス・ダラス・ハワード   | 木村佳乃 | 園崎未恵                              |
| エリー・サトラー       | ローラ・ダーン               | 井上喜久子 | 山像かおり                            |
| アラン・グラント       | サム・ニール                 | 菅生隆之 | 菅生隆之                              |
| イアン・マルコム       | ジェフ・ゴールドブラム       | 大塚芳忠 | 大塚芳忠                              |
| ケイラ                 | ディワンダ・ワイズ           | 伊藤沙莉 | 佐古真弓                              |
| ラムジー               | ママドゥ・アティエ           | 日野聡 | 東地宏樹                              |
| メイジー               | イザベラ・サーモン           | 住田萌乃 | 石見舞菜香                            |
| シャーロット（少女期） | イザベラ・サーモン           | 住田萌乃 | 石見舞菜香                            |
| ルイス・ドジスン       | キャンベル・スコット         | 井上和彦 | 大塚明夫                              |
| ヘンリー・ウー         | B・D・ウォン                 | 近藤浩徳 | 加瀬康之                              |
| バリー                 | オマール・シー               | 安元洋貴 | 増元拓也                              |
| フランクリン           | ジャスティス・スミス         | 満島真之介 | 小野賢章                              |
| ジア                   | ダニエラ・ピネダ             | 石川由依 | 嶋村侑                                |
| デラコート             | スコット・ヘイズ             | 宮下栄治 | 木内秀信                              |
| ソヨナ                 | ディーチェン・ラックマン     | 高山みなみ | 魏涼子                                |
| ワイアット             | クリストファー・ポラーハ     | |                                       |
| ジェレミー             | ケイレブ・ヒアロン           | かぬか光明 | 佐々木祐介                            |
| シャーロット（壮年期） | エルヴァ・トリル             | 平田裕香 | 嶋村侑                                |
| ペレス                 | テレサ・チェンドン・ガルシア | 水野ゆふ |                                       |
| ゲンマ                 | ジャスミン・チウ             | 早見沙織 | 外石咲                                |
| シーラ                 | ヴァラダ・セィスー           | 川庄美雪 | 尾崎梨乃                              |
| タイラー               | ベン・アシェンデン           | 時永ヨウ | けいたろう                            |
| ジェフリー             | ジョエル・エルフェリンク     | 野沢聡 |                                       |
| その他                 | N/A                          | 米田えん 千本木彩花 反町有里 岡純子 京花優希 八木岳 松本こうせい 松川裕輝 野坂尚也 佐藤友啓 鳥越まあや 石毛翔弥 久條楓 田部圭祐 いとうさとる | 谷口恵美 山本満太 はなみ竜司 降旗雄司 |

- 劇場公開版：各映像ソフトに収録・配信にも使用。
- ザ・シネマ版：初回放送2025年7月21日[19][22]

### 日本語版
- 字幕翻訳：戸田奈津子

| 吹き替え       | 劇場公開版                          | ザ・シネマ |
| -------------- | ----------------------------------- | ---------- |
| 演出           | 簑浦良平                            | 日向泰祐   |
| 翻訳           | 平田勝茂                            | 平田勝茂   |
| 音楽演出       | 市之瀬洋一                          |            |
| 調整           | 兼子芳博                            |            |
| 録音           | スタジオ・ユニ サウンドインスタジオ |            |
| ダビング       | PANDASTUDIO.TV                      |            |
| 制作担当       | 海老原千叶 後藤啓介 高橋正浩        |            |
| プロデューサー | 三樹祐太                            | 井伊直子   |
| 制作           | ニュージャパンフィルム              | 東北新社   |
| 制作           | 東宝東和                            | ザ・シネマ |

## 登場する恐竜・古生物

### 肉食恐竜
ヴェロキラプトル
ブルー
4作目より登場した、オーウェンによって飼育・訓練されてきた雌のヴェロキラプトル。5作目の騒動の後、シエラネバダの麓を縄張りとして暮らしてきた。
オオトカゲ科のDNAを組み込まれた影響で、単為生殖によりベータを産んだ。ベータが攫われた際は、宥めようとするオーウェンに尻尾で攻撃し掌に怪我を負わせるほど動揺していた。
ベータ
ブルーが単為生殖により生んだ娘。命名者はメイジー。
メイジーと共に貴重な存在としてバイオシン社に捕らえられてしまう。
ティラノサウルス
1作目・4作目・5作目に登場した雌の固体。ファンから「レクシィ」の愛称で呼ばれている。
5作目の騒動の後、ドライブインシアターの会場に迷い込んだところを合衆国魚類野生生物局に捕らえられ、バイオシン・サンクチュアリへと移送された。
プロローグではオリジナルとなった個体がギガノトサウルスとの一騎打ちに敗れていたが、現在でも力関係はギガノトサウルスの方が上となっている。
エンディングにはロスト・ワールド ジュラシック・パークに登場した2頭のティラノサウルスと遭遇している。緑色が雄でファンからは「バック」、茶色が雌で「ドゥ」の愛称で呼ばれている。
ギガノトサウルス
史上最大の肉食恐竜で、「ギガ」の愛称で呼ばれる。劇中でのオーウェンの台詞によると「メス」だが、ジュラシック・ワールドPOP UPのパネルによると「オス」の個体である。
プロローグではティラノサウルスを打ち負かしており、バイオシン・サンクチュアリでも頂点捕食者として君臨している。
トレヴォロウによるとジョーカーを意識したキャラクター像で描かれている。
アトロキラプトル
ヴェロキラプトルより大型で獰猛な肉食恐竜。ゴースト、タイガー、パンテーラ、レッドの4頭が登場。
バイオシン社により、5作目のインドラプトルのようにレーザーポインターで示した標的を殺すまで追い続けるよう遺伝子操作・調教が施されている。
メイジーとベータを攫ってきた報酬としてサントスに引き渡され、彼女の指示でオーウェン達に襲い掛かる。
ピロラプトル
ヴェロキラプトルやアトロキラプトルとは異なり、全身が赤い羽毛で覆われている。
バイオシン・サンクチュアリの凍った湖に不時着したオーウェンとケイラの前に現れ、水中を水鳥のように泳いだりとトリッキーな攻撃で二人に襲い掛かる。
ディロフォサウルス
4作目・5作目にもカメオ出演していたが、1作目から29年ぶりに生体が登場する。
バイオシン・サンクチュアリに不時着したクレアを襲うが、オーウェンとケイラに撃退された。
アロサウルス
前日談『バトル・アット・ビッグ・ロック』でのトレーラーハウスを襲う光景が冒頭のニュースで登場している他、マルタ島の闇市で成体と幼体が捕らえられている。幼体は他の肉食恐竜の幼体と、闘犬や闘鶏のように戦わされている。
サントス達の逮捕の際に成体が逃げ出し、密売人や島民を襲った。
カルノタウルス
マルタ島の闇市で左の角が欠けた成体と幼体が捕らえられている。
サントス達の逮捕の際に逃げ出し、成体は密売人や島民を襲い、幼体はデラコートの片腕に噛み付いた。
バリオニクス
マルタ島の闇市で左腕が義手になった幼体が捕らえられている。
サントス達の逮捕の際に、目の前で転倒したデラコートを食い殺した。
コンプソグナトゥス
『バトル・アット・ビッグ・ロック』での幼児を襲う光景の他、チーターに襲われる光景が冒頭のニュースで登場している。
マルタ島の闇市では食用として捕らえられ、丸焼きなどが売られていた。
モロス
劇中では実際よりもかなり小型の恐竜として描かれている。
プロローグではナイルチドリのようにギガノトサウルスの周りをうろつき、バイオシン社本部ではトビネズミを餌に飼育されている。
オヴィラプトル
エクステンデッド版にのみ登場。プロローグにて他の恐竜の卵を食べており、マルタ島の闇市ではリストロサウルスと戦った末に首を噛み千切られていた。

### 植物食恐竜
ナーストケラトプス
ネバダ州の牧場で、密売目的で違法に飼育・繁殖させられていたのをクレア達が摘発。その中で衰弱した1頭の幼体が彼女たちに保護され、取り返そうと追いかけてきた牧場主たちを成体が撃退した。
その後は牧場が閉鎖されたことで、保護された幼体たちはバイオシン・サンクチュアリへと移送された。
プロローグでも、大群で移動する姿が描かれた。
シノケラトプス
ナーストケラトプスと共に、密売目的でネバダの牧場で違法に飼育されていた。
なお本作では、パキリノサウルスなど複数の角竜のDNAが組み込まれていることが明かされている。
アパトサウルス
シエラネバダの麓の町中に2頭が出没するが、メイジーの助言を受けた作業員たちに誘導され森へと帰った。
パラサウロロフス
シエラネバダの麓で暮らしている群れが、オーウェン達に保護された。
ドレッドノータス
バイオシン・サンクチュアリで飼育されている恐竜の中では最大の体躯を誇る。
プロローグでは、最初に登場している。
テリジノサウルス
本来は植物食だが、サイのように視力が弱いため、非常に縄張り意識が強く気性が荒い恐竜として描かれている。
また、独特の鳴き声を反響定位として利用している。野球のバット程もある長く鋭い爪が特徴。
ミクロケラトゥス
マルタ島の闇市で捕らえられている他、生前のシャーロットのビデオ日記にも登場している。
アンキロサウルス
アメリカ本土の森林に定着している他、バイオシン・サンクチュアリでも飼育されている。
イグアノドン
プロローグでギガノトサウルスとティラノサウルスの争いに巻き込まれないよう逃げている様子が描かれた他、バイオシン・サンクチュアリでも飼育されている。
ガリミムス
車のクラクションの音に驚き走って逃げる光景が冒頭のニュースで登場している他、バイオシン・サンクチュアリで飼育されている。

### 恐竜以外の生物
ケツァルコアトルス
最大の翼竜。1組の番が大都市の高層ビルに営巣していた他、バイオシン・サンクチュアリでも飼育されている。
ディメトロドン
バイオシン社本部の地下にあるかつての琥珀の採掘場に住み着いている。
バイオシン社から逃げようとして地下に迷い込んだアラン、エリー、メイジーに襲い掛かる。
プテラノドン
バイオシン・サンクチュアリで飼育されている。
ディモルフォドン
小型故にペット目当ての密売が横行しており、マルタ島の闇市では鳥かごに入れられて売られている。
モササウルス
ベーリング海で蟹漁の漁船を襲うなど、各地の海で問題を引き起こしている。
リストロサウルス
マルタ島の闇市で捕らえられている。
意外と気性が荒く、サントス達の逮捕の際にはデラコートの片腕に噛み付き、エクステンデッド版ではオヴィラプトルの首を噛み千切っている。

## 制作

### 脚本
脚本は前前作と前作に続くコリン・トレヴォロウと共にエミリー・カーマイケルが執筆すること、製作総指揮にスティーヴン・スピルバーグが就くことも2018年2月時点で明かされていた。
2018年4月にトレヴォロウは、前前作『ジュラシック・ワールド』と前作『ジュラシック・ワールド/炎の王国』をそれぞれアクションアドベンチャーとホラーサスペンスに分類し、本作が映画第1作『ジュラシック・パーク』に原点回帰したサイエンススリラーになる旨のコメントを発表した。シリーズの主要人物であるオーウェンとクレアが引き続き中心人物となることと、『炎の王国』で初登場したメイジーも物語の鍵を握る可能性があることも、この時点で公表されていた。2019年9月には『ジュラシック・パーク』の登場人物であるアラン・グラント、エリー・サトラー、イアン・マルコムが重要人物として再登場することが明かされた。
2021年6月には、トレヴォロウのツイートで羽毛恐竜の登場が明かされた。同月には本作の舞台が前作から4年後の2022年であることも発表された。ジュラシックシリーズは映画の公開年と劇中の時代設定が共通しており、その流れを踏襲した形になっている。

### 撮影
2018年3月には、コリン・トレヴォロウが前前作以来の同シリーズ監督への復帰を果たすことが報じられた。トレヴォロウはスピルバーグから直々のオファーを受けて監督を引き受けたという。
米国時間で2020年2月25日に撮影が開始されるとともに、原題 Jurassic World: Dominion が発表された。しかし新型コロナウイルス感染症の流行の影響を受け、2020年3月13日には撮影の中断・延期が発表された。その後はリモートワークにより製作が進行し、イギリス時間で7月6日からパインウッド・スタジオで撮影が再開された。7月9日にスタッフから新型コロナウイルス感染症の陽性反応が確認され、再度の中断が報じられたものの、7月10日にユニバーサル・スタジオが報道を否定。500万ドルを投じた消毒や検査などの対策の下で撮影が進行している。

## 公開
前作『ジュラシック・ワールド/炎の王国』の公開以前に本作は構想が持ち上がっており、ユニバーサルにより2021年6月11日に公開予定であることが2018年2月に発表された。しかし新型コロナウイルス感染症の流行を受けてスケジュール調整を強いられ、2020年10月には2022年6月10日への公開延期が発表された。
本作の冒頭映像は2021年公開の『ワイルド・スピード/ジェットブレイク』のIMAX版の上映館にて本編開始前に上映され、2021年11月にはインターネット上で公開された。映像では白亜紀に生息する恐竜の生態や、将来的に琥珀から回収される蚊に血を吸われる様子が描写されたほか、前作で現代に拡散した恐竜が被害をもたらす様子が描かれた。

## 日本での展開
2022年2月14日、正式邦題『ジュラシック・ワールド/新たなる支配者』と、2022年7月29日に全国公開される予定であることが明かされた。5月2日には玉木宏と木村佳乃がそれぞれオーウェン役とクレア役の吹替版声優として続投することが報じられた。
6月30日には『ジュラシック・パーク』の登場人物の吹替声優が発表され、マルコム役は大塚芳忠が続投し、グラント役は菅生隆之、サトラー役は井上喜久子が新たに起用されることが発表された。。

## 受賞・ノミネート
| 映画賞                               | 授賞式         | 部門                                   | 対象 | 結果       | 出典          |
| ------------------------------------ | -------------- | -------------------------------------- | --- | ---------- | ------------- |
| 50周年記念サターン賞                 | 2022年10月25日 | SF映画賞                               | 『ジュラシック・ワールド/新たなる支配者』                                                                                  | ノミネート | [ 41 ] [ 42 ] |
| 50周年記念サターン賞                 | 2022年10月25日 | 特殊効果賞                             | デヴィッド・ヴィッケリー                                                                                                   | ノミネート | [ 41 ] [ 42 ] |
| 第48回ピープルズ・チョイス・アワード | 2022年12月6日  | 映画賞                                 | 『ジュラシック・ワールド/新たなる支配者』                                                                                  | ノミネート | [ 43 ]        |
| 第48回ピープルズ・チョイス・アワード | 2022年12月6日  | アクション映画賞                       | 『ジュラシック・ワールド/新たなる支配者』                                                                                  | ノミネート | [ 43 ]        |
| 第48回ピープルズ・チョイス・アワード | 2022年12月6日  | 主演男優賞                             | クリス・プラット | ノミネート | [ 43 ]        |
| 第48回ピープルズ・チョイス・アワード | 2022年12月6日  | アクション映画男優賞                   | クリス・プラット | ノミネート | [ 43 ]        |
| 第16回EDA賞                          | 2023年1月5日   | エージェントを変更するべき女優賞       | ブライス・ダラス・ハワード                                                                                                 | ノミネート | [ 44 ]        |
| 第16回EDA賞                          | 2023年1月5日   | 最も時間を浪費させるリメイク・続編賞   | 『ジュラシック・ワールド/新たなる支配者』                                                                                  | 受賞       | [ 44 ]        |
| 第21回視覚効果協会賞                 | 2023年2月15日  | 実写映画部門視覚効果賞                 | - デヴィッド・ヴィッケリー - アン・ポドロズニー - ヤンス・ルビンチク - ダン・スネイプ - ポール・コーボールド               | ノミネート | [ 45 ]        |
| 第21回視覚効果協会賞                 | 2023年2月15日  | 実写映画部門環境製作賞                 | - スティーヴ・エリス - スティーヴ・ハーディー - トーマス・ドーレン - ジョン・セル - （バイオシン・ヴァレリーの描写）       | ノミネート | [ 45 ]        |
| 国際映画音楽批評家協会賞             | 2023年2月23日  | ファンタジー/SF映画部門作曲賞          | マイケル・ジアッチーノ | ノミネート | [ 46 ] [ 47 ] |
| 第50回アニー賞                       | 2023年2月25日  | 実写作品キャラクター・アニメーション賞 | - ヤンス・ルビンチク - アレクサンダー・リー - リッチ・ベントレー - アントワーヌ・ヴェルニー・キャロン - サリー・ウィルソン | ノミネート | [ 48 ]        |

## DVD・ブルーレイ
- ジュラシック・ワールド/新たなる支配者 [DVD]
- ジュラシック・ワールド/新たなる支配者 ブルーレイ+DVD [Blu-ray]
- ジュラシック・ワールド/新たなる支配者 [Blu-ray]
- ジュラシック・ワールド/新たなる支配者 4K Ultra HD+ブルーレイ[4K ULTRA HD + Blu-ray]
- ジュラシック・ワールド 6ムービー 4K Ultra HD コレクション(6枚組)
- ジュラシック・ワールド 6ムービー ブルーレイ コレクション(6枚組) [Blu-ray]
- ジュラシック・ワールド 6ムービー DVD コレクション(6枚組)

## テレビ放映
| 回数 | 放送日        | 放送時間    | 放送分数 | 放送局     | 放送枠           | 平均世帯 視聴率 | 備考         | 出典 |
| ---- | ------------- | ----------- | -------- | ---------- | ---------------- | --------------- | ------------ | ---- |
| 1    | 2024年5月31日 | 21:00-23:29 | 149分    | 日本テレビ | 金曜ロードショー | 7.9%            | 地上波初放送 |      |
| 2    | 2025年7月19日 | 21:00-23:40 | 140分    | フジテレビ | 土曜プレミアム   |                 |              |      |